# آرماندو اررا (ورزشکار دو و میدانی)
آرماندو اررا (اسپانیایی: Armando Herrera‎؛ زادهٔ ۲۵ مهٔ ۱۹۵۵) ورزشکار پرش سه‌گام اهل کوبا بود. وی در بازی‌های المپیک تابستانی ۱۹۷۶ و ۱۹۸۰ شرکت کرده‌است.

## بازی‌های المپیک
| سال  | مسابقه                                      | محل برگزاری              | مقام | توضیحات   |
| ---- | ------------------------------------------- | ------------------------ | ---- | --------- |
| ۱۹۷۶ | دو و میدانی در بازی‌های المپیک تابستانی ۱۹۷۶ | مونترآل، کانادا          | ۱۹   | ۱۵٫۹۸ متر |
| ۱۹۸۰ | دو و میدانی در بازی‌های المپیک تابستانی ۱۹۸۰ | مسکو، اتحاد جماهیر شوروی | ۱۱   | ۱۶٫۰۳ متر |